# Tu–141
A Tu–141 Sztrizs (oroszul: Ту–141 Стриж) szovjet hadműveleti-harcászati felderítő pilóta nélküli repülőgép, amelyet a Tupoljev tervezőiroda (OKB–156) fejlesztett ki az 1970-es évek közepén. A teljes rendszer a VR–2 Sztrizs jelzést viselte. A repülőgép a Szovjetunió felbomlásáig rendszeresítve volt. A gépek többsége a Szovjetunió nyugati határai mentén állomásozott, így a Szovjetunió felbomlása után a gépek többsége Ukrajnához került.

## Története
A felderítő repülőgépet a frontvonalak mögötti néhány száz km mélységig történő felderítésre fejlesztette ki a Tupoljev tervezőiroda. A fejlesztés alapjául a Tu–123 nagy hatótávolságú felderítő pilóta nélküli repülőgép és az azzal szerzett tapasztalatok szolgáltak. A gépet a látható fény és az infravörös tartományban működő fotófelderítő eszközökkel látták el. Fejlesztése a Tupoljev tervezőirodánál párhuzamosan folyt a Tu–143 kis hatótávolságú harcászati felderítő pilóta nélküli repülőgéppel. A két felderítő repülőgép kifejlesztésére 1968-ban adott megbízást a szovjet kormány a tervezőirodának. A két gép műszaki alapjai hasonlóak, a fő különbség a két eszköz hatótávolságában volt. A Tu–141-es a frontvonal mögötti nagyobb, míg a Tu–143 kisebb, 50–60 km mélységű felderítésre szolgált. A két típus külsőre is hasonlít egymásra, viszont a méretekben jelentős a különbség.
A Tu–141-es projekt főkonstruktőre Georgij Gofbauer volt, aki 1943-tól dolgozott a Tupoljev tervezőirodánál és 1994-es haláláig a tervezőiroda robotrepülőgép-fejlesztési projektjeinek az irányítója volt.
A kezdeti koncepció szerint a gép a frontvonalat transzszonikus (1200–1300 km/h) sebességgel lépte volna át, míg a frontvonal mögötti, a felderítési tartományban szubszonikus sebességgel repült volna. Az előzetes vizsgálatok azonban arra az eredményre vezettek, hogy ez tömegnövekedést okozott volna a gépnél, így végül elvetették a koncepciót és a eszköz teljes repülési profilját a szubszonikus tartományra korlátozták. A visszatérés módja is változott a fejlesztés során. Kezdetben a Tu–123-nál is alkalmazott csúszótalpas futóműre történő leszállást tervezték, végül az ejtőernyős és fékezőrakétás visszatérés mellett döntöttek.
A repülőgép 1974 decemberében repült először, majd több éves tesztelés és fejlesztés után, 1979-ben rendszeresítették a Szovjet Légierőnél. Az első prototípusnál az ufai NPP Motor tervezőirodában kifejlesztett, kifejezetten robotrepülőgépekhez szánt alacsony élettartamú KR–17A sugárhajtóművet használtak. A későbbi kísérleti sorozatnál a MiG–19-es vadászrepülőgépnél is használt Mikulin RD–9B sugárhajtómű egyik változatát, az R9A–300-as gázturbinás sugárhajtóművet használták. A sorozatgyártású példányoknál azonban visszatértek a KR–17A hajtóművekhez. A repülőgépet a Harkivi Repülőgépgyár (HAZ) gyártotta 1979–1989 között, ez idő alatt 152 darab Tu–141-est készítettek.
A repülőgépeket főként a Szovjetunió nyugat határtérségébe telepítették. Így a Szovjetunió felbomlása után a rendszerben álló gépek többsége az Ukrán Légierőhöz került, ahol a típust a 2000-es évek elején kivonták. A kelet-ukrajnai háború miatt Ukrajna reaktiválta a Tu–141-est és 2014–2015-ben rendszeresen bevetették.
A Tu–141-nek elkészítették a célrepülőgép változatát is, melyet légvédelmi lőgyakorlatokhoz használtak. Ez a változat M–141 típusjelzéssel, illetve az egész légicél-rendszer VR–2VM jelzéssel ismert.
2022. március 11-én hajnalban egy feltehetően Ukrajnából indított és Magyarország felett is átrepült Tu–141-es robotrepülőgép zuhant le Zágráb központjában.

## Műszaki jellemzői
A repülőgép teljesen fémépítésű. Alsószárnyas, vízszintes vezérsík nélküli aerodinamikai kialakítású. A függőleges vezérsík mellett az orr részen azonban két kisméretű kacsa segéd-vezérsík található. Ezeket az indítás előtt, a földön lehet 0–8° tartományban beállítani a repülési profiltól függően, a repülőgép manőverezésében azonban nincs szerepük. A repülőgép irányítására a szárnyakon elhelyezett kétrészes kombinált csűrő-ívelőlapok szolgálnak. A szárny háromszög alaprajzú, a belépőél nyilazási szöge 58°-os. A törzs középső része kör keresztmetszetű, átmérője ezen a részen 950 mm. A törzs keresztmetszete a hátsó részen, a hajtómű körül ovális. A hajtómű a törzs hátsó részében kapott helyet. Felette helyezkedik el a levegőbeömlő nyílás. Az irányítóberendezések és a hasznos terhelés (felderítőberendezések) a törzs orr részében kaptak helyet. A törzs középső részén található a háromrekeszes üzemanyagtartály.
A repülőgép indítása (a felszálló sebességre gyorsítása) szilárd hajtóanyagú startrakétával történik. Ezt a törzs hátsó része alá rögzítik, a startrakéta a kiégés után leválik. 
Bevetés után ejtőernyővel száll le. Ehhez egy fékezőernyővel és egy leszállóernyővel rendelkezik. Az ejtőernyőket a törzs hátulsó részén, a hajtómű felett, a levegőbeömlő nyílás mögött kialakított konténerben helyezték el. Az ereszkedés végső fázisában az ejtőernyős rendszeren elhelyezett fékezőrakéták biztosítják a sima leszállást. A robotrepülőgép hárompontos támasztókarokkal van felszerelve, amelyek a leszállás előtt, az ejtőernyővel egyidejűleg nyílnak ki.
A VR–2 felderítőrendszerhez a Tu–141 repülőgépen kívül egy TPU–141 szállító-indító félpótkocsi, TZM–141 szállító és utántöltő pótkocsi, KPK–141 típusú, teherautóra telepített irányítóközpont, valamint a POD–3 típusú információfeldolgozó állomás tartozik. Utóbbi a visszatért filmes felvételek előhívására és feldolgozására szolgál.
A repülőgép a bevetés alatt 50 és 6000 m közötti magasságon repül. Az optimális repülési magassága 2000 m. A felderítőberendezéseket a repülőgép orr részében kialakított műszerrekeszben helyezik el. A repülőgéphez ötféle felderítőkészlet használható. Közülük az egyik nappali fotófelderítő eszköz, amely egy ferdén előre néző A-86P filmes kamerából és egy lefele néző PA–4/90 típusú filmes panorámakamerából áll. 300 m-es felvételezési magasság esetén a filmes kamerák által készített képek 30–40 cm-es terepi felbontást biztosítanak. Az éjszakai felderítőberendezés egy Zima típusú hőkamrával rendelkezik. Ez 0,3 fokos hőmérsékletkülönbséget képes érzékelni, terepi felbontása 300 m-es magasságon 70 m.
A fotófelderítő eszközök mellett a repülőgépen vegyi- és sugárfelderítő berendezést, valamint aktív rádióelektronikai zavaróberendezést is el lehetett helyezni, továbbá a híradórendszerek átjátszóállomásaként is lehetett használni.

## Műszaki adatok
Geometriai méretek és tömeg-adatok
- Szárnyfesztáv: 3,875 m
- Hossz:14,33 m
- Magasság: 2,435 m
- Szárnyfelület: 10 m²
- Felszálló tömeg: 5370 kg

Hajtómű
- Típusa: KR–17A gázturbinás sugárhajtómű
- Száma: 1 db
- Maximális tolóerő: 19,6 kN

Repülési jellemzők
- Utazósebesség: 1000 km/h
- Maximális sebesség: 1100 km/h
- Legnagyobb repülési magasság: 6000 m
- Hatótávolság: 1000 km